# Romain Poite
Romain Poite (ur. 14 września 1975 w Rochefort) – francuski, międzynarodowy sędzia rugby union. Sędziował we francuskiej lidze, europejskich pucharach, a także w rozgrywkach reprezentacyjnych, w tym w Pucharze Świata.
Od dwunastego do dwudziestego drugiego roku życia grał w rugby – w klubach SC Graulhet, Cagnac-les-Mines i Castres Olympique występował w formacji młyna, w szczególności na pozycji wiązacza młyna, sędziować natomiast zaczął w wieku 19 lat. Seniorskie mecze prowadził od 2000 roku, początkowo na niższych poziomach ligowych (Fédérale), zaś w najwyższej klasie rozgrywkowej zadebiutował w roku 2004. Zrezygnował następnie z pracy w policji, by zostać zawodowym arbitrem.
Poza sędziowaniem w Top 14 i Pro D2, Anglo-Welsh Cup i English Premiership był również arbitrem meczów w ramach europejskich pucharów – w sezonie 2004/2005 zaczął sędziować spotkania European Challenge Cup, a w następnym także Pucharu Heinekena, zaś od sezonu 2014/2015 ich następców – ERCC1. W 2011 roku poprowadził swój pierwszy mecz w fazie pucharowej Pucharu Heinekena, a następnie był arbitrem finału tej imprezy pomiędzy Leinster a Northampton. W sezonie 2011/12 sędziował zarówno finał Pro12, jak i Top 14.
Pierwszym międzynarodowym meczem, który sędziował, było starcie reprezentacji Maroka i Namibii 11 listopada 2006 roku. W następnym roku uczestniczył w Pucharze Świata 2007 w charakterze sędziego liniowego oraz telewizyjnego.
Zbierał również doświadczenie sędziując m.in. w Mistrzostwach Świata U-19 2005, IRB Nations Cup 2007, Mistrzostwach Świata Juniorów 2008, Churchill Cup 2011 oraz Pucharze Narodów Pacyfiku edycji 2009 i 2010. W listopadzie 2008 roku prowadził mecz Munster – All Blacks. W kwietniu 2009 roku został członkiem IRB International Referees Panel, grupującego najlepszych arbitrów na świecie.
Po raz pierwszy w Pucharze Sześciu Narodów sędziował w 2010 roku, był wyznaczany również w kolejnych latach. W 2011 roku podczas meczu Anglia-Szkocja doznał kontuzji łydki i musiał opuścić boisko.
Sędziował w inauguracyjnej edycji The Rugby Championship, na tych zawodach pojawiał się również w kolejnych latach. W 2013 roku za dwie żółte kartki usunął z boiska Bismarcka du Plessis, która to decyzja została następnie uznana za błędną zarówno przez IRB, jak i samego arbitra.
W kwietniu 2011 roku otrzymał powołanie na Puchar Świata 2011, gdzie w fazie grupowej został wyznaczony do sędziowania sześciu meczów, w tym czterech jako główny arbiter. W fazie pucharowej był natomiast arbitrem liniowym w dwóch ćwierćfinałach, półfinale oraz meczu o trzecie miejsce. Został także nominowany do sędziowania Pucharu Świata 2015.
Prowadził także spotkania zespołu Barbarians czy British and Irish Lions w 2013.
W latach 2011, 2012 i 2014 otrzymał wyróżnienie dla najlepszego francuskiego arbitra. Przebieg kariery w raportach Fédération Française de Rugby.
Żonaty z Bénédicte, córki Justine i Morgane.